# Frederik Jacob Besseling
Frederik Jacob Besseling (Arnhem, 28 november 1874 – Amsterdam, 17 oktober 1938) was een Nederlands schilder, tekenaar en docent.

## Leven en werk
Besseling werd geboren in Arnhem als zoon van schoenmaker Albertus Johannes Besseling en Susanna Neeltje Braakman. Hij was een leerling van Hermanus Siderius in Arnhem en studeerde aan de  Rijksnormaalschool voor Teekenonderwijzers in Amsterdam (1893-1896). Hij schilderde landschappen, stillevens en portretten in een naturalistische trant (Haagse School-achtig).
Na zijn studie keerde hij terug naar Arnhem, waar hij werd benoemd tot leraar lijn- en vaktekenen aan de Ambachtsschool. In 1903 vertaalde Besseling De hervorming van het teekenonderwijs. Positieve voorstellen van Karl Walter uit het Duits. Hij was secretaris van de in 1906 opgerichte Ned. Bond van Vakschoolleeraren en Leeraressen. In datzelfde jaar nam hij deel aan een tentoonstelling van oud-leerlingen van de Museumscholen in het Stedelijk Museum Amsterdam. In 1935 ging hij als leraar met pensioen.
Besseling trouwde in 1901 met Frederika Henriëtte Klapmeijer (1876-1945). Hij overleed op 63-jarige leeftijd in Amsterdam en werd begraven op Moscowa in Arnhem.

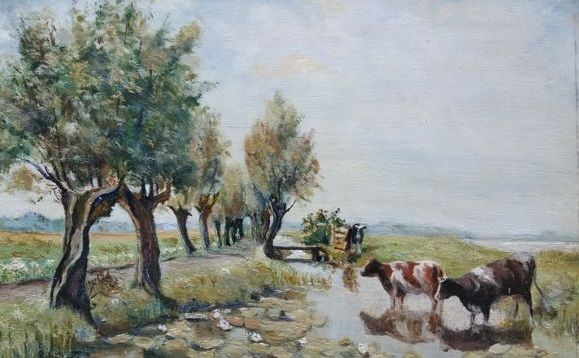
Polderlandschap met koeien